# Břehov
Břehov (něm. Schwiehalm) je obec ležící v okrese České Budějovice, kraj Jihočeský, zhruba 12 km západoseverozápadně od Českých Budějovic. Žije zde 177 obyvatel. Z Českých Budějovic je vesnice nejpřístupnější autem po silnici I/20 (I/20), směrem na Plzeň, s odbočením přes Čejkovice nebo v Češnovicích.

## Části obce

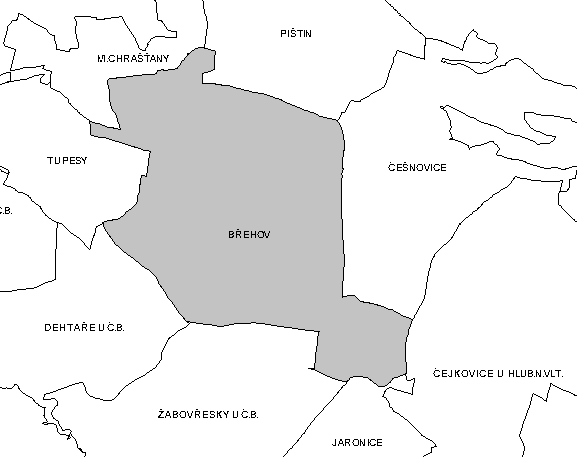
Katastrální území Břehova

Obec představuje jednu část a jedno katastrální území. Kromě vlastní vsi Břehov pod ni spadají též chatová oblast Picina při stejnojmenné hájovně a rybníce Podmůstek asi 1,5 km východně, směrem na Čejkovice, a osada Suchá (původně hospodářský dvůr a ovčín ze 17. století na místě starší tvrze), vzdálená zhruba 1,2 km ssv., při rozcestí Pištín – Češnovice.

## Historie
Své jméno dostal Břehov údajně proto, že při založení byl ohraničen břehy okolních močálů. První písemná zmínka o vsi pochází z roku 1378, kdy Břehov náležel ke královskému panství Protivín. V 15. století Břehov drželi v zástavě vladykové Kunášové z Machovic, sídlící na dnes zaniklé tvrzi poblíž sousedních Čejkovic, část platů šla též k panství Hluboká. Urbář z roku 1490 udává jmény 14 břehovských hospodářů. V roce 1491 tehdejší držitel Hluboké Vilém z Pernštejna Břehov vyplatil a ves od té doby až do zrušení poddanství cele sdílela osudy s hlubockým panstvím. V blízkém okolí vesnice se v 18. a 19. století těžila málo vydatná železná ruda.
Od roku 1850 je Břehov samostatnou obcí, s výjimkou období mezi 12. červnem 1960 a 23. listopadem 1990, kdy tvořil součást obce Žabovřesky. V letech 1850–1919 byly součástí obce osady Malé Chrášťany a Tupesy; Tupesy pak ještě v letech 1943–1945.
| Rok            | 1840 | 1869 | 1880 | 1890 | 1900 | 1910 | 1921 | 1930 | 1950 | 1961 | 1970 | 1980 | 1991 | 2001 |
| -------------- | ---- | ---- | ---- | ---- | ---- | ---- | ---- | ---- | ---- | ---- | ---- | ---- | ---- | ---- |
| Počet obyvatel | 188  | 211  | 265  | 255  | 267  | 230  | 234  | 240  | 150  | 151  | 124  | 118  | 106  | 108  |
| Počet domů     | 27   | 28   | 32   | 33   | 31   | 31   | 32   | 37   | 35   | 31   | 32   | 31   | 42   | 41   |

## Pamětihodnosti
- Historické jádro obce s dochovanými usedlostmi ve stylu selského baroka je od roku 1995 prohlášeno vesnickou památkovou zónou
- Kaple sv. Josefa na návsi, novorománská z roku 1861
- Hasičská zbrojnice z roku 1930, v horní části obce

## Galerie

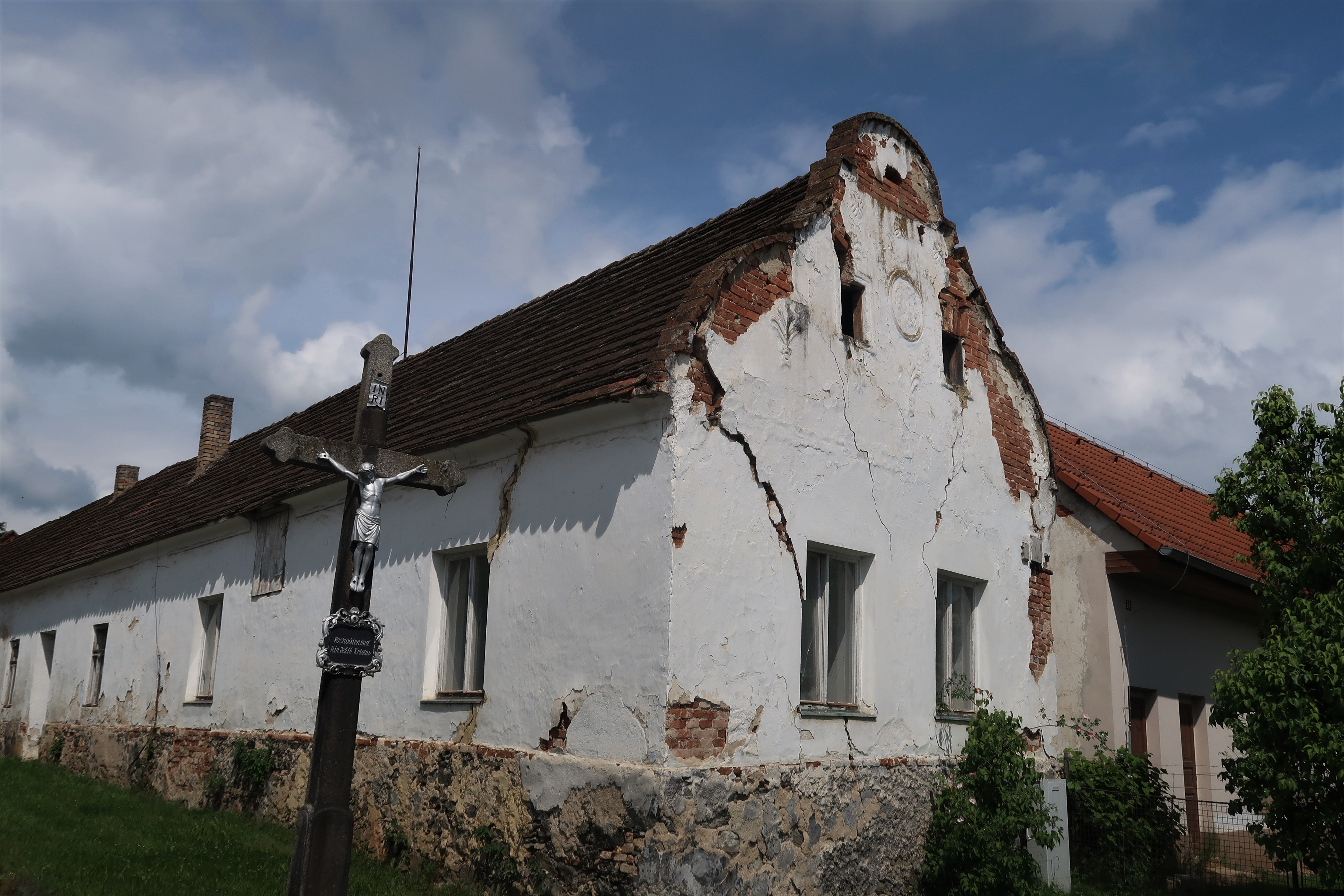
Selská usedlost č.p.8
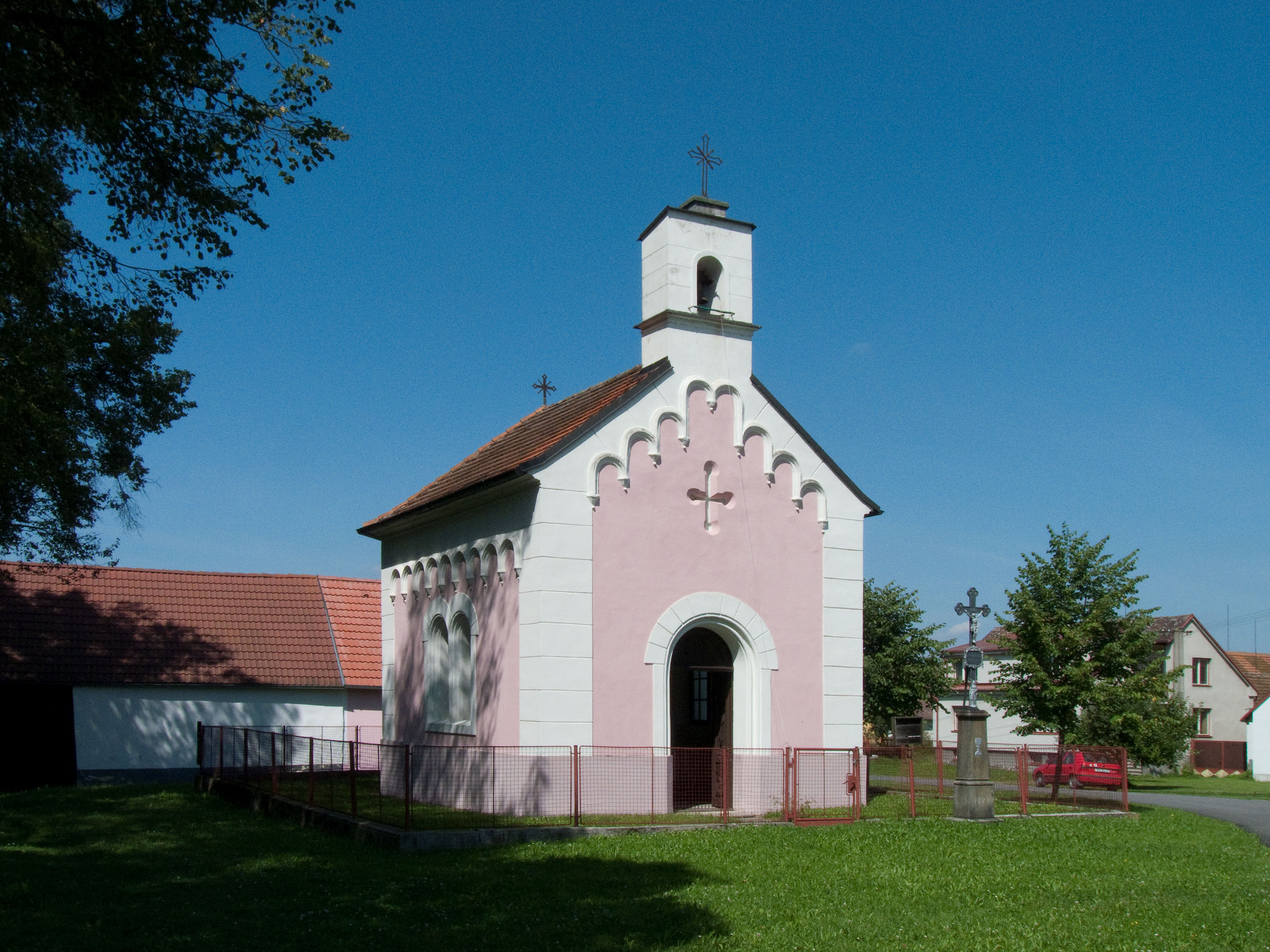
Kaple sv. Josefa
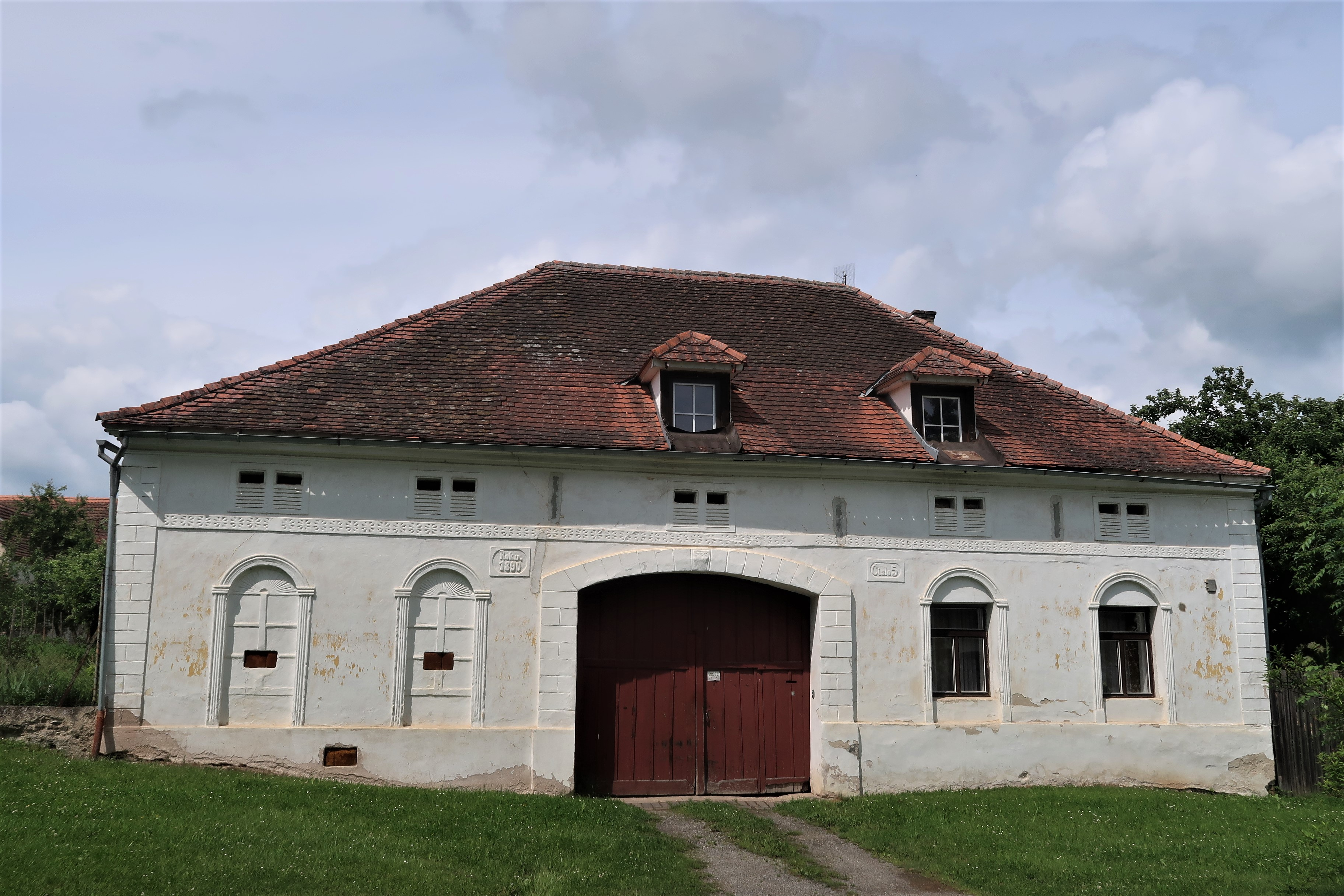
Selská usedlost č.p.5
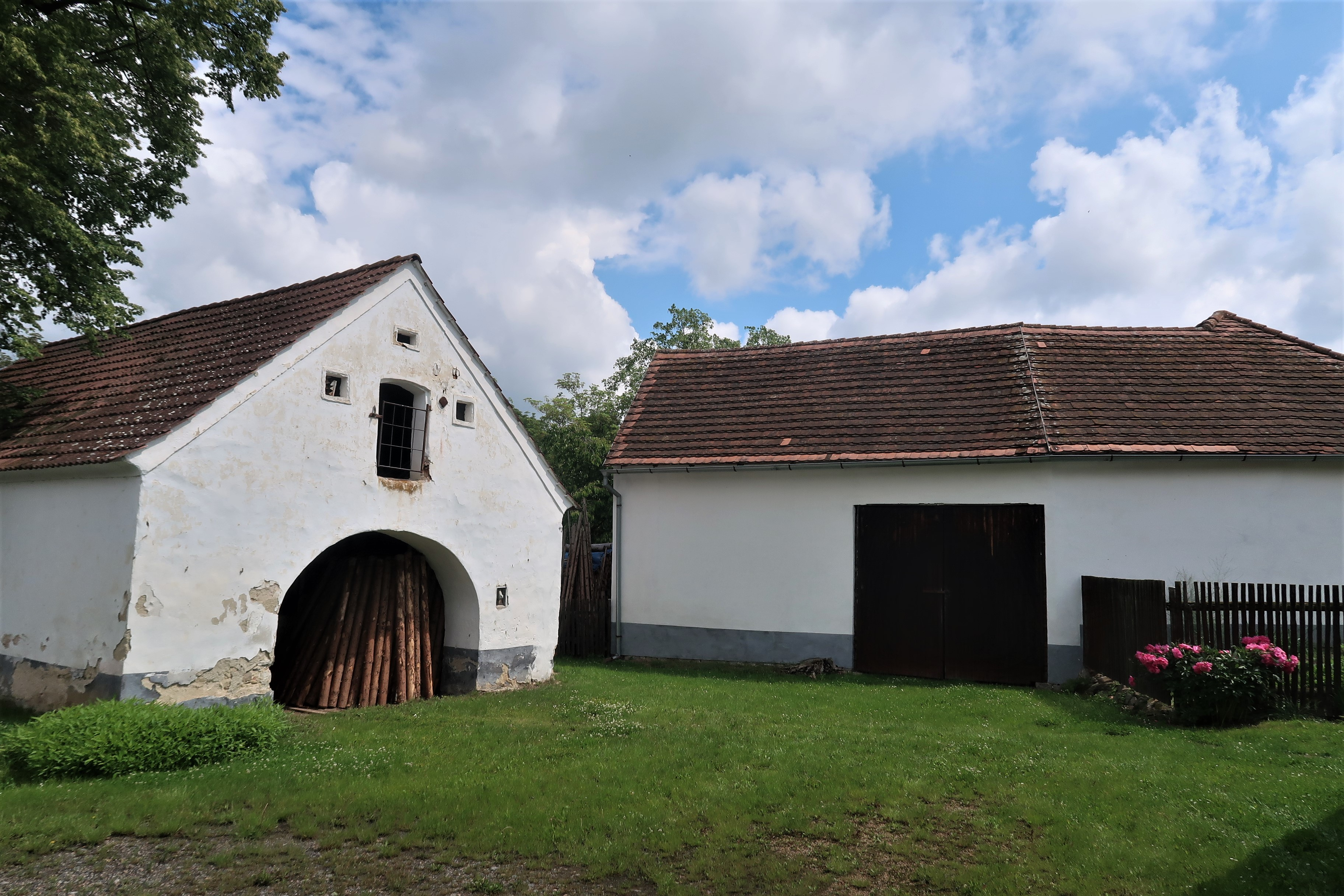
Selská usedlost č.p. 21
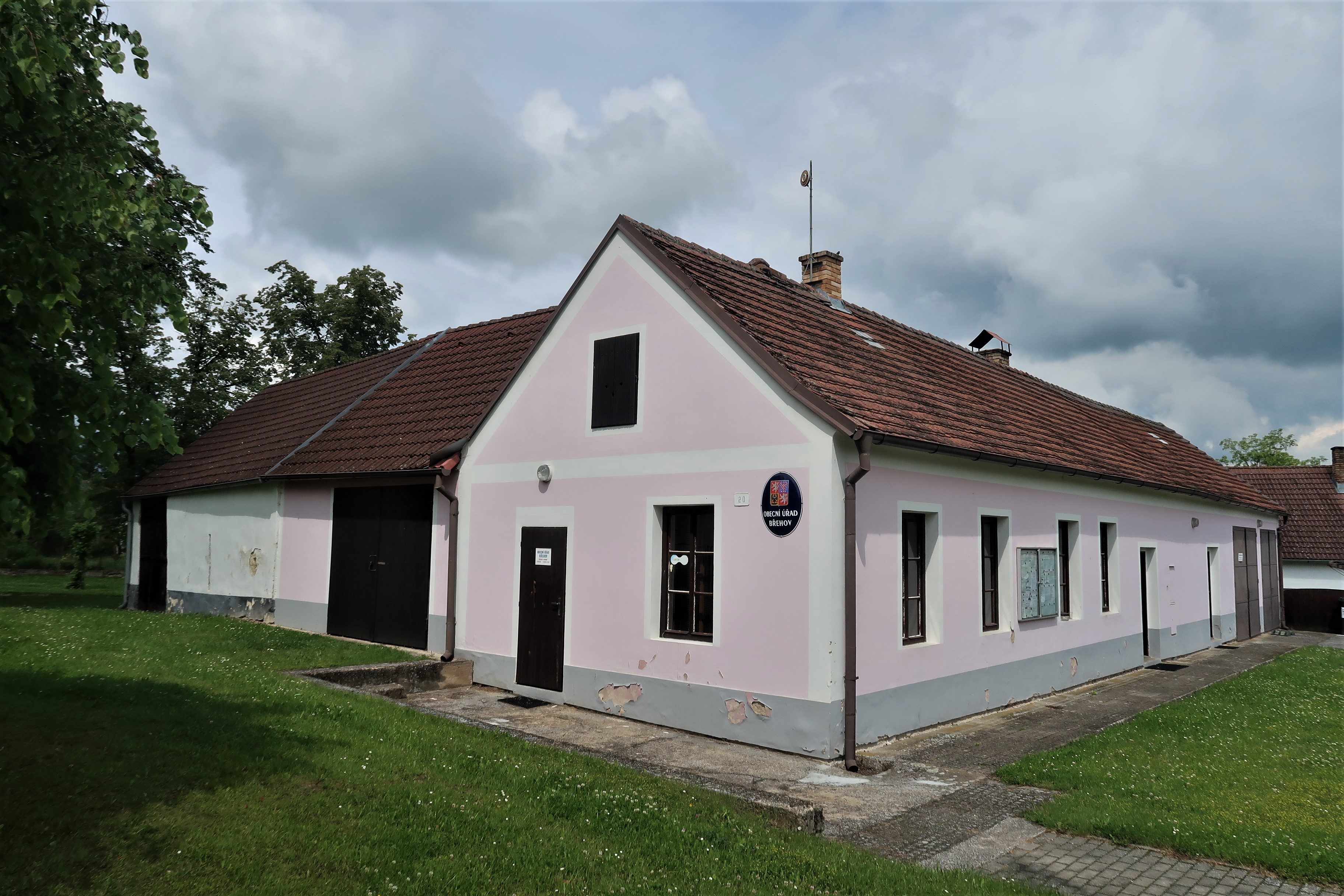
Obecní úřad